# قوس تراجان (أنكونا)

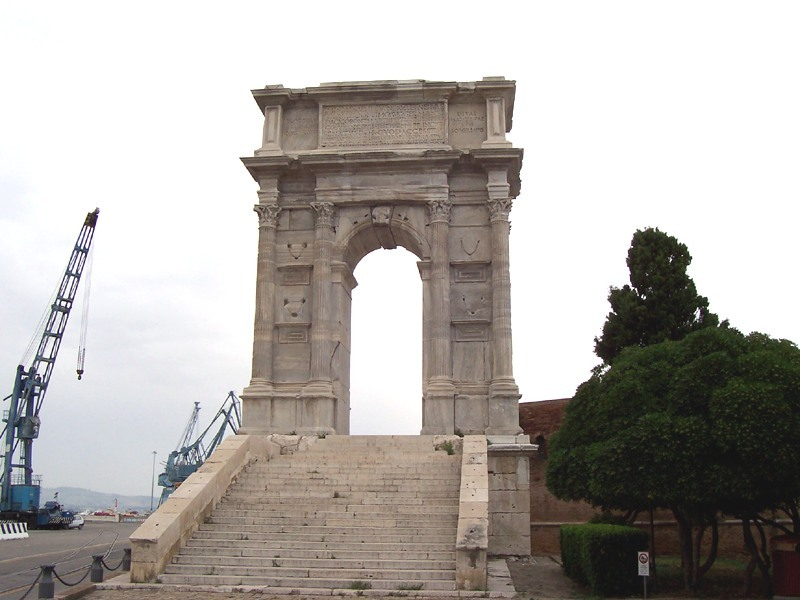
قوس تراجان في أنكونا

قوس تراجان (بالإنجليزية: Arch of Trajan (Ancona))‏ في أنكونا هو قوس النصر الروماني الذي أقامه مجلس الشيوخ وشعب روما في عهد الإمبراطور تراجان تكريما له عن قيامه بتوسيع ميناء المدينة، وتحسيناته للأرصفة والتحصينات. ويبلغ ارتفاع القوس 18.5 مترًا، صمَّمه المهندس المعماري أبولودوروس الدمشقي حيث استخدم الرخام التركي (من محاجر جزيرة مرمرة).